# Chrysopa caprae
Chrysopa caprae är en insektsart som först beskrevs av Navás 1929.  Chrysopa caprae ingår i släktet Chrysopa och familjen guldögonsländor. Inga underarter finns listade i Catalogue of Life.